# Congrès universel d'espéranto de 1908
Pour un article plus général, voir Congrès universel d'espéranto.
Le congrès universel d’espéranto de 1908 est le 4e congrès universel d’espéranto, organisé en août 1908, à Dresde, dans l’Empire allemand. 